# José Nazabal
José Nazabal Mimendia (* 1. Juli 1951 in Zaldibia) ist ein ehemaliger spanischer Radrennfahrer und nationaler Meister im Radsport.

## Sportliche Laufbahn
Nazabal war im Straßenradsport aktiv. Als Amateur siegte er 1971 im Mémorial Etxaniz, 1973 im Mémorial Gervais und im Rennen Prueba Loinaz. 1973 (14. Gesamtrang) und 1974 (7. Gesamtrang) holte er einen Etappensieg in der Tour de l’Avenir. Von 1976 bis 1982 war er als Berufsfahrer aktiv. Als Radprofi gewann er 1976 den Grand Prix de Navarre und die spanische Bergmeisterschaft, 1977 die Vuelta a los Valles Mineros mit einem Etappensieg, die Vuelta a Aragón mit einem Etappensieg. Dazu kamen Etappensiege in der Tour de France und in der Vuelta a España. 1978 war er erneut in der Vuelta a los Valles Mineros mit zwei Etappensiegen erfolgreich. 1976 stand er mit dem dritten Platz auf dem Podium der Vuelta a España.
1977 wurde Nazabal  Zweiter der Vuelta a Asturias hinter Vicente López Carril und in der nationalen Meisterschaft im Straßenrennen hinter Manuel Esparza. In der Baskenland-Rundfahrt 1978 wurde er Dritter.
Nazabal bestritt alle Grand Tours.

## Grand-Tour-Platzierungen
| Grand Tour            | 1975 | 1976 | 1977 | 1978 | 1979 | 1980 | 1981 |
| --------------------- | ---- | ---- | ---- | ---- | ---- | ---- | ---- |
| Vuelta a EspañaVuelta | 23   | 3    | 21   | 7    | 46   | DNF  | 43   |
| Giro d’ItaliaGiro     | –    | DNF  | –    | –    | –    | –    | –    |
| Tour de FranceTour    | –    | –    | DNF  | DNF  | –    | –    | –    |